# Gijsbert Boomkamp
Gijsbert Boomkamp (Alkmaar, circa 1702 - aldaar, 11 juli 1755) was een Nederlandse koopman en ondernemer die vooral bekend is geworden vanwege zijn manuscript De stadt Alkmaer met haare dorpen.

## Levensloop
Gijsbert Boomkamp was de zoon van Cornelis Jansz. Boomkamp, huisschilder en leraar van de Friese doopsgezinde gemeente, en Anna Gijsberts van Cingel.
De jonge Boomkamp werd opgeleid tot koopman maar had veel interesse in de tekenkunst. In 1730 stond hij bij het Alkmaarse kunstenaarsgilde Sint Lucas ingeschreven als leerling van Willem Haverberg. Tevens heeft hij een jaar les gevolgd bij de tekenaar Cornelis Pronk.
Op 5 oktober 1732 trouwde hij met de weduwe Geertje Bel, die van haar voorgaande huwelijk een kaarsen- en azijnmakerij had overgehouden. Het stel wist het bedrijf succesvol uit te baten.
In maart 1737 overleed hun kind en op 12 december van hetzelfde jaar overleed ook Geertje. Boomkamp hertrouwde op 13 juli 1738 met Maria de Wit (†1776). Het vermogen van het stel groeide aanzienlijk dankzij de erfenis van hun overleden vaders. Ze kregen drie kinderen, maar deze overleden op jonge leeftijd.
Dankzij de goede financiële situatie van het echtpaar was Boomkamp in staat om een deel van zijn tijd te besteden aan het schrijven en tekenen. In 1740 maakte hij een reis door Noord-Holland om tientallen dorpen te bezoeken. Deze zou hij nadien beschrijven in De stadt Alkmaer met haare dorpen. Daarnaast leverde hij ook nog diverse andere - vooral historische - geschriften af. 
In 1755 kwam Boomkamp te overlijden nadat een gebroken been tot complicaties had geleid.

## Werken
Het belangrijkste werk van Boomkamp is zijn manuscript De stadt Alkmaer met haare dorpen. Daarnaast wijdde hij zich ook aan andere historische werken en aan gedichten.

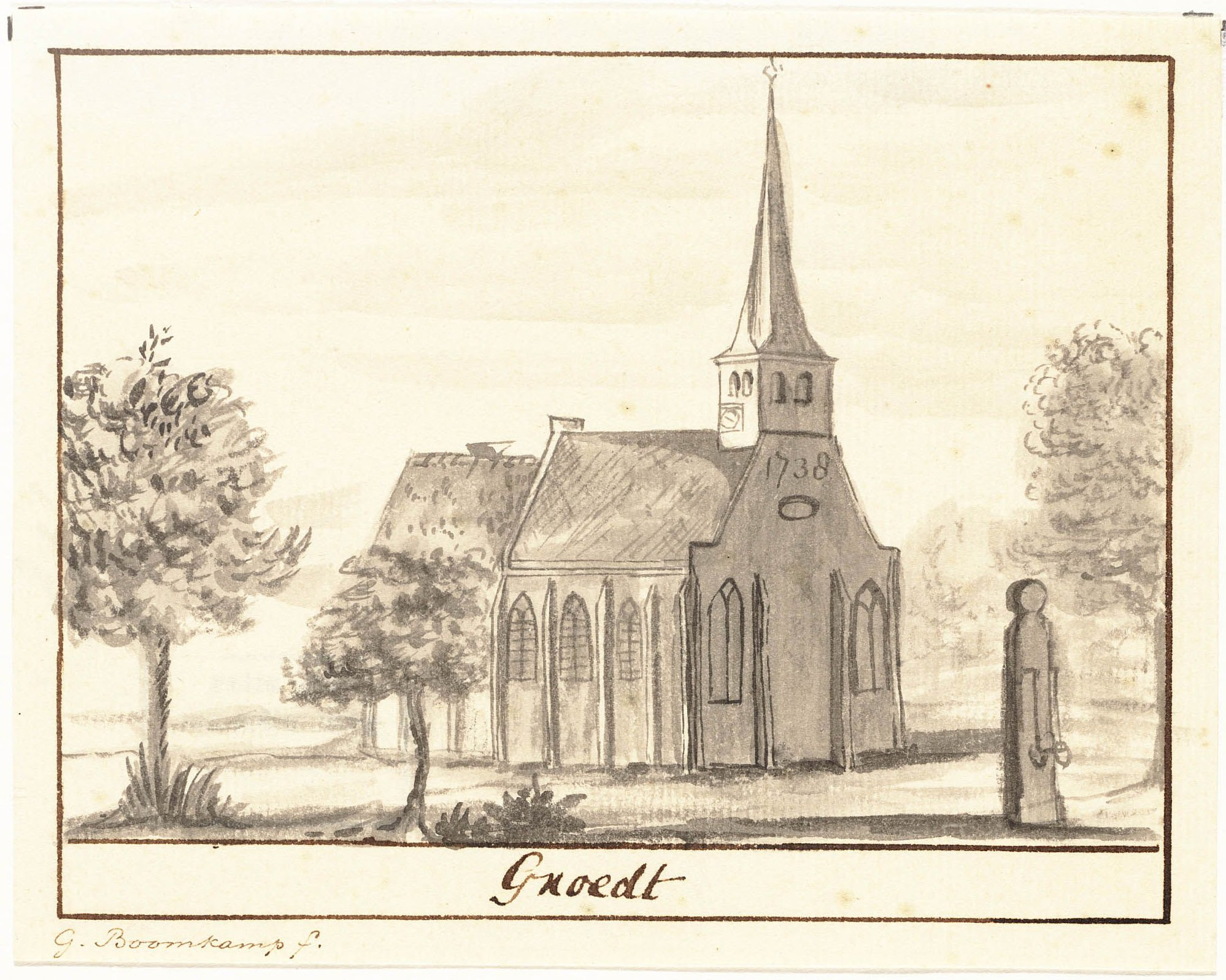
De kerk van het dorp Groet.

### De stadt Alkmaer met haare dorpen
Boomkamp maakte in 1740 met vijf vrienden een reis door Noord-Holland. Van april tot en met augustus bezochten ze vanuit Alkmaar zo'n zestig dorpen in de wijde omgeving en onderweg maakten ze aantekeningen over elk dorp: ze noteerden het aantal huizen, de belangrijkste gebouwen, de kerkelijke en bestuurlijke indeling, en de afstand van het dorp tot Alkmaar. Vooral aan de kerkgebouwen werd veel aandacht besteed: zo werden aantekeningen gemaakt over de afmetingen, grafmonumenten, opschriften en het uurwerk.
De aantekeningen werden vervolgens door Boomkamp uitgewerkt in het manuscript De stadt Alkmaer met haare dorpen. Voorin het manuscript plaatste hij een gedicht waarin hij de bedoeling van het boekwerkje toelichtte: het op papier vastleggen van de omgeving zodat zij niet wordt vergeten. Bij de dorpsbeschrijvingen voegde hij een zelfgemaakte pentekening toe. Achterin plaatste hij een register van alle plaatsnamen, inclusief verwijzingen naar de desbetreffende pagina's.

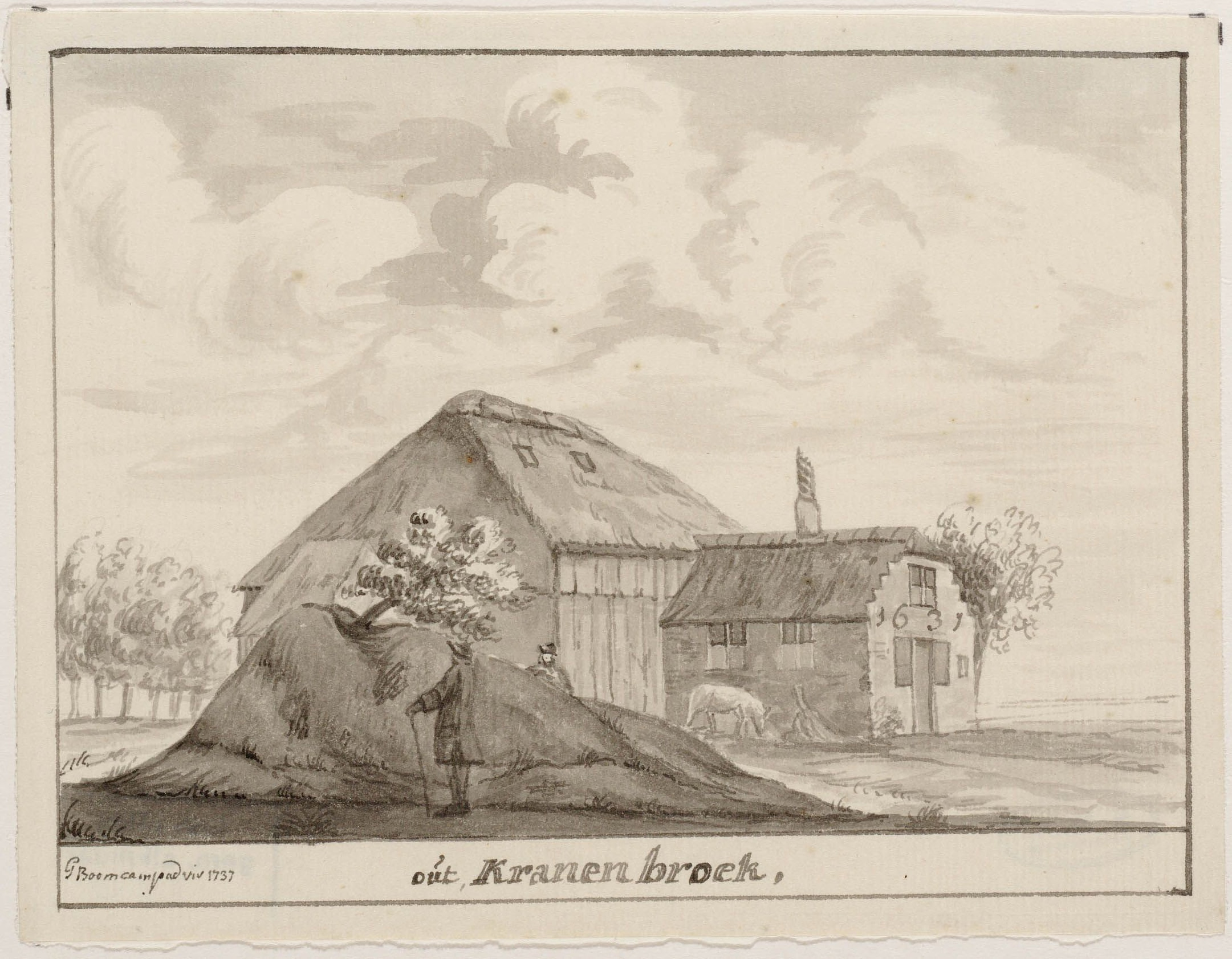
De boerderij bij het voormalige kasteel Cranenbroek.

Boomkamp heeft tot 1751 aan het manuscript gewerkt. Uiteindelijk heeft hij het werk nooit voltooid. Zo bevat het register diverse dorpsnamen die verwijzen naar een lege pagina en van sommige dorpen is er alleen een tekening of een beschrijving aanwezig.
Van het plan om West-Fiesland te bezoeken en op eenzelfde manier vast te leggen, is niets terecht gekomen.

### Andere werken
In 1741 schreef hij Aanmerkingen over Alkmaars stederecht, waarin hij het door sommigen betwiste stadsrecht van Alkmaar verdedigde. In datzelfde jaar verscheen ook Beschrijving van den dorpe Egmond. 
Hij gebruikte de aantekeningen van de historicus Simon Eikelenberg om diens werk Alkmaar en deszelfs geschiedenissen van een tweede deel te voorzien. Zijn plan om een kroniek over de vaderlandse geschiedenis te schrijven kwam niet verder dan één deel. In 1743 verscheen zijn gedicht Stephanus den Diaken.

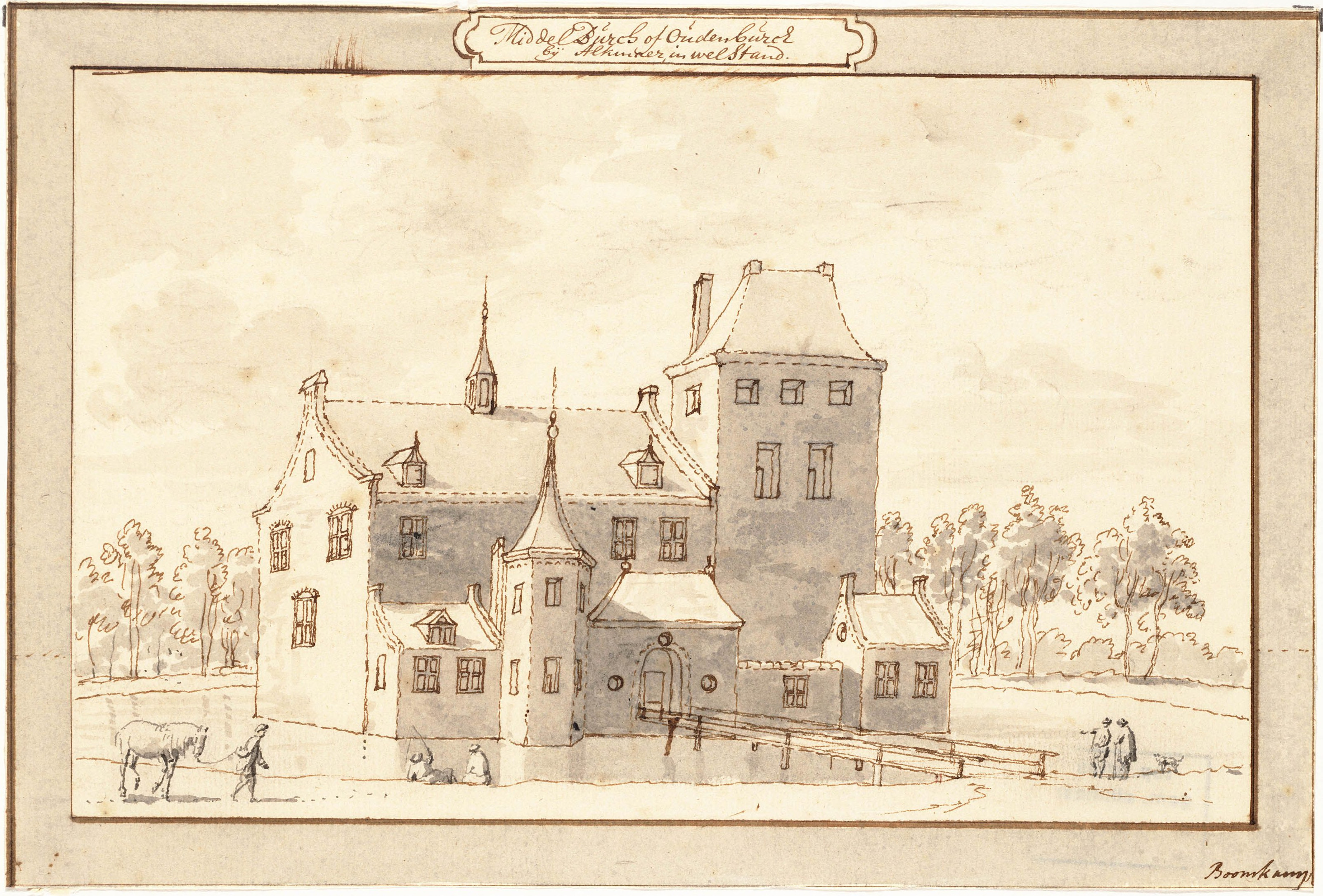
Kasteel Middelburg te Oudorp.

Uit 1749 dateert het werk Korte Aentekeningen en afbeeldingen der drie Egmonden, met ruim twintig tekeningen en beschrijvingen van de drie dorpen Egmond.
In aanvulling op De stadt Alkmaer met haare dorpen is Boomkamp ook begonnen aan een manuscript in groot formaat met de naam Een hondert meest Noord Hollandse gezigten. Hierin werd een deel van zijn eerdere tekeningen opgenomen, aangevuld met kopieën van bestaande tekeningen. Ook dit werk is nooit door hem voltooid.
Naast geschiedenis toonde hij ook interesse in de natuur en aardrijkskunde en tekende onder andere de verschillende ontwikkelingsstadia van de vlinder.

## Betekenis
Het manuscript De stadt Alkmaer met haare dorpen is vooral van belang als bron voor de historie en topografie van Noord-Holland. Menig gebouw is door hem als eerste afgebeeld en beschreven, waaronder diverse inmiddels verdwenen kerkgebouwen.
In 2010 is De stadt Alkmaer met haare dorpen uitgegeven door het Regionaal Archief Alkmaar.